# Deszczno
Deszczno (niem. Dechsel) – wieś w Polsce położona w województwie lubuskim, w powiecie gorzowskim, w gminie Deszczno.
W latach 1975–1998 miejscowość administracyjnie należała do województwa gorzowskiego a w latach 1950–1975 do województwa zielonogórskiego.
Miejscowość jest siedzibą gminy Deszczno.
Wieś połączona jest z Gorzowem Wielkopolskim liniami MZK.
Około 1405 roku biskup poznański Wojciech Jastrzębiec prowadził spór z mieszczanami położonego wtedy w Nowej Marchii miasta Landsberg (Gorzów Wielkopolski) o świętopietrze ze wsi Deszczno.
Działa tu piłkarski Klub Sportowy „Spartak” Deszczno założony w 2008 roku i występujący w gorzowskiej klasie okręgowej.

## Zabytki
Do wojewódzkiego rejestru zabytków wpisany jest:
- kościół ewangelicki, obecnie rzym.-kat. par. pw. Podwyższenia Krzyża Świętego, z 1892 r.